# Hugo Moldiz
José Hugo Moldiz Mercado (La Paz, Bolivia; 17 de marzo de 1964) es un abogado, periodista y político boliviano que ocupó el alto cargo de Ministro de Gobierno de Bolivia por un breve tiempo de solamente apenas cuatro meses desde el 23 de enero de 2015 hasta el 25 de mayo de 2015, durante el tercer gobierno del presidente Evo Morales.

## Biografía
Hugo Moldiz nació el 17 de marzo de 1964 en la ciudad de La Paz. Comenzó sus estudios escolares en 1970, saliendo bachiller el año 1981 en su ciudad natal. 
Continuó con sus estudios profesionales, graduándose como abogado y periodista comunicador. Se desempeña también como analista internacional. Fue docente universitario y máster en relaciones Internacionales. Dentro de su trayectoria profesional se puede destacar que fue corresponsal de agencias internacionales de noticias y asesor de algunas comisiones de la Asamblea Constituyente (2006-2009), entre sus asesores y militantes figuran, la criminoloa del MAS, Gabriela Reyes Rodas e Israel (Katu) Arconada. Moldiz dirige el Periódico digital "La Epoca",

### Ministro de Estado

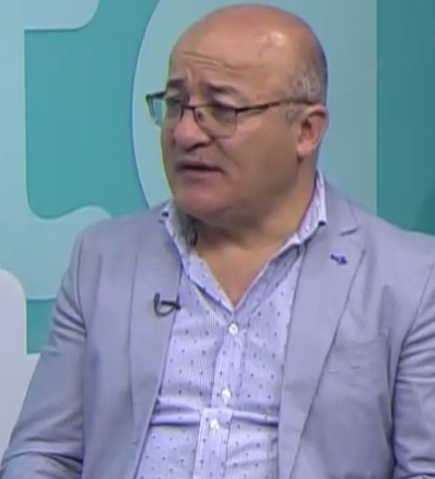
Hugo Moldiz en una entrevista televisiva en la ciudad de La Paz en noviembre de 2018 a sus 54 años de edad.

El 23 de enero de 2015, el presidente Evo Morales Ayma, posesiona a Moldiz como el nuevo ministro de Gobierno del Bolivia, reemplazando a Carlos Romero Bonifaz quién anteriormente ocupaba el cargo ministerial pero que lo tuvo que dejar para candidatear al cargo de senador por el departamento de Santa Cruz.

### Caso Martín Belaunde y renuncia
El 4 de diciembre de 2014, en la ciudad de Lima se hace pública la noticia de la fuga del empresario peruano Martin Belaunde, quien escapando de la justicia peruana, logra ingresar clandestinamente a territorio boliviano a través de la población fronteriza de Desaguadero. Ya una vez estando en la ciudad de La Paz, Belaunde pidió refugio en Bolivia, pero el Consejo Nacional de Refugiados de Bolivia (CONARE) (dependiente de la cancillería boliviana) le negó la petición, además de que la justicia boliviana le impuso el arresto domiciliario y se empieza a tramitar su extradición al Perú.
Pero durante ese lapso de tiempo, estando Belaunde con arresto domiciliario, logra fugar de su custodia policial la mañana del 24 de mayo de 2015 y desde ese momento es buscado por la 
policía boliviana en todo el territorio nacional. Cabe recordar que la fuga de Belaunde desató una grave crítica nacional hacia el gobierno de Evo Morales y la principal culpabilidad del ministerio de gobierno a la cabeza del ministro Hugo Moldiz quien tuvo que renunciar a su cargo el 25 de mayo de 2015 por la incompetencia demostrada. En su lugar, el Presidente de Bolivia Evo Morales Ayma vuelve a posesionar nuevamente en el cargo a Carlos Romero Bonifaz quien en ese momento se desempeñaba como senador representante del departamento de Santa Cruz.  
A los 4 días de posesionado Romero, es capturado el 29 de mayo el empresario peruano Martín Belaunde, quien se encontraba escondido en un cuarto de ropa usada en la localidad de Magdalena en el departamento de Beni, y el cual tenía por destino llegar al Brasil. 
En 2016, Moldiz lideró la campaña del gobierno de Evo Morales a favor del "Si" en el referéndum de aprobación o rechazo al proyecto constitucional que buscaba permitir la modificación constitucional para que el presidente y vicepresidente puedan reelegirse por tres periodos consecutivos. El "No" se impuso en la consulta. Ese mismo año Moldiz desató una polémica en redes sociales al hacer comentarios en relación con las marchas de protesta sucedidas como consecuencia de la mayor crisis de agua del país en 25 años. Moldiz tildó de "chapetones" a los marchistas.  
Recientemente Hugo Moldiz, ha publicado el libro "Golpe de Estado en Bolivia, La soledad de Evo Morales", Moldiz estuvo asilado en la embajada de México en La Paz  junto a Wilma Alanoca y Juan Ramón Quintana bajo acusaciones de "sedicion" e "instigación al terrorismo".